# Алтунина, Любовь Константиновна
Любовь Константиновна Алтунина (род. 27 ноября 1944, Воронежская область, Нижнедевицкий район, с.Синие Липяги) — химик, профессор кафедры высокомолекулярных соединений и нефтехимии Томского государственного университета; директор Института химии нефти СО РАН.

## Биография
Любовь Алтунина родилась 27 ноября 1944 года в семье сельского учителя Константина Ивановича Алтунина (1915—2008) и врача-отоларинголога Нины Ивановны Алтуниной (в девичестве Мосиной, 1920—2002). Любовь пошла в школу в городе Валуйки, но уже после окончания первого класса семья переехала в город Советская Гавань: здесь в 1962 году Любовь Алтунина окончила среднюю школу № 45 с золотой медалью. Являлась студенткой химического факультета Ленинградского государственного университета (ЛГУ), из которого выпустилась в 1967 году с отличием, став «химиком».
С ноября 1967 по май 1971 года Любовь Алтунина являлась аспиранткой ЛГУ: одновременно, в период с октября 1970 по июль 1971 года, она была младшим научным сотрудником научно-исследовательского химического института университета. В июле 1971 года она стала преподавателем, а с декабря следующего года — старшим преподавателем; с сентября 1974 по июль 1975 она исполняла обязанности заведующей кафедрой, став затем доцентом. С октября 1979 года занимала позицию старшего преподавателя на кафедре химии Ульяновского высшего военно-технического училища.
В июне 1981 года Алтунина стала старшим научным сотрудником лаборатории топлив Института химии нефти СО АН СССР, где с ноября также заняло пост заведующей научно-исследовательской группой; с июня 1983 работала заведующей лабораторией повышенной нефтеотдачи пластов, а с января следующего года заведовала лабораторией коллоидной химии нефти Института химии нефти. В ноябре 1984 года стала заместителем директора по научной работе, а в мае 1997 — директором института.
1 сентября 1997 года стала Любовь Алтунина заведующая (по совместительству) кафедрой высокомолекулярных соединений химического факультета Томского государственного университета. 17 октября 2001 года ей было присвоено ученое звание профессора; читает специальный курс «Физико-химические основы методов увеличения нефтеотдачи пластов».

### Семья
Любовь Алтунина замужем за кандидатом химических наук, ведущим научным сотрудником ИХН СО РАН Владимиром Александровичем Кувшиновым (род. 1947).
В семье трое сыновей:
- Станислав (род. 1965);
- Владимир (род. 1976);
- Иван (род. 1978).

## Работы
- Совместно с В. А. Кувшиновым. Исследование электризации топлива при разбрызгивании // Эксплуатационные свойства топлив и масел и методы их исследования. Томск, 1984;
- Совместно с В. А. Кувшиновым. Электрокапиллярная модель граничного слоя нефть — водная фаза // Физико-химические свойства растворов и дисперсий. Новосибирск, 1992;
- Совместно с Л. И. Сваровской, З. А. Роженковой, А. К. Головко. Oil degradation by Reservoir Microorganism // Proc. Intern. Symp. Prodaction and Application of Lube Base Stocks, Dehradun, India;
- Совместно с В. А. Кувшиновым. Физико-химические методы увеличения нефтеотдачи с использованием композиций на основе ПАВ: работы института химии нефти СО РАН // Российский химический журнал. 1995. Т. 39. № 5;
- Совместно с В. А. Кувшиновым. Увеличение нефтеотдачи пластов композициями ПАВ. Новосибирск, 1995;
- Совместно с А. В. Богословским, О. А. Крыловой. Сканирующая вискозиметрия обл. водонефтяного контакта // Теоретические и практические основы физико-химического регулирования свойств нефтяных дисперсных систем. Томск, 1997;
- Совместно с В. А. Кувшиновым, Л. А. Стасьевой, В. В. Гусевым. Растворы полимеров с нижней критической температурой растворения в технологиях увеличения нефтеотдачи // Нефтехимия. 1999. Т. 39, № 1;
- Совместно с В. А. Кувшиновым. Evolution Tendencies of Physico-Chemical EOR Methods // European Petroleum Conference Integrated Reservoir Management: «How Intergarion is Breaking Barriers and Adding Value». Paris, 2000;
- Совместно с В. А. Кувшиновым. Физико-химические основы увеличения нефтеотдачи пластов: Учебное пособие. Ч. 1. Основные понятия нефтепромыслового дела. Томск, 2001;
- Совместно с Л. П. Госсен, Л. Д. Тихоновой, Е. Г. Ярмухаметовой. Исследование структуры целлюлозосодержащих материалов в процессе мех. активации // Журнал прикладной химии. 2002. Т. 75. Выпуск 1;
- Совместно с В. А. Кувшиновым, А. В. Глебовым, Р. Г. Ширгазиным. Применение технологии комплексного воздействия на нагнетательные и добывающие скважины Урьевского месторождения // Интервал: Передовые нефтегазовые технологии. 2002. № 1;
- Совместно с В. А. Кувшиновым. Russian style chemical flooding // Oil & Gas Eurasia. 2002. № 3;
- Совместно с В. А. Кувшиновым. Применение термотропных гелей для повышения нефтеотдачи // Нефть и капитал: Специальное приложение «Нефтеотдача». 2002. № 5;
- Совместно с В. А. Кувшиновым. Pilot tests in high-viscosity oil fields using inorganic gels generated by thermal-steam treatment / Progress in Mining and Oilfield Chemistry. V.5. Ed. by I. Lakatos. Akademiai Kiado. Budapest. 2003;
- Совместно с В. А. Кувшиновым. Комплексные физико-химические технологии для увеличения нефтеотдачи на месторождениях, разрабатываемых заводнением и паротепловым воздействием /Технологии ТЭК. 2004. № 6 (19);
- Совместно с Г. Ф. Ильиной. Методы и технологии повышения нефтеотдачи для коллекторов Западной Сибири: Учебное пособие. Томск, 2006;
- Совместно с В. А. Кувшиновым. Физико-химические методы увеличения нефтеотдачи пластов нефтяных месторождений (обзор) // Успехи химии. 2007. Т. 76. № 10;
- Совместно с В. А. Кувшиновым. Improved oil recovery of high-viscosity oil pools with physicochemical methods at thermal-steam treatments // Oil&Gas Science and Technology. 2008. V. 63, № 1;
- Совместно с В. А. Кувшиновым, Л. А. Стасьевой. Термообратимые полимерные гели для увеличения нефтеотдачи // Химия в интересах устойчивого развития. 2011. № 19;
- Совместно с В. А. Кувшиновым. Thermotropic Inorganic Gels for Enhanced Oil Recovery // Progress in Oilfield Chemistry. V. 9. Recent Innovations in Oil and Gas Recovery. Ed. by Istvan Lakatos. Akademiai Kiado, Budapest. 2011;
- Совместно с Л. И. Сваровской. Ферментативное генерирование нефтевытесняющих композиций в условиях низкотемпературных пластов вязкой нефти // Нефтехимия. 2012. Т. 52. № 6;
- Совместно с Л. И. Сваровской, Т. Гэрэлмаа. Комплексный физико-химический и микробиологический метод увеличения нефтеотдачи вязких нефтей низкотемпературных залежей Монголии. // Нефтехимия. 2013. Т. 53. № 2;
- Совместно с В. А. Кувшиновым, И. В. Кувшиновым. Promising physical-chemical IOR technologies for Arctic oilfields // Society of Petroleum Engineers — SPE Arctic and Extreme Environments Conference and Exhibition, AEE. 2013. V. 2;
- Совместно с В. А. Кувшиновым, И. В. Кувшиновым. Экспериментальное исследование пеногелей для регулирования фильтрационных потоков флюидов в нефтегазоконденсатных пластах // Химия в интересах устойчивого развития. 2014. Т. 22, № 2;
- Совместно с В. А. Кувшиновым, М. В. Чертенковым, С. О. Урсеговым. Integrated IOR technologies for heavy oil pools // Abstract Book of the 21st World Petroleum Congress, June 15-19, 2014, Moscow, Russia.

## Награды и звания
- Орден Почёта (1995)
- Серебряная медаль ВДНХ
- Звание «Заслуженный деятель науки Российской Федерации» (2005)
- Звание «Заслуженный деятель науки Российской Федерации» (2014)
- Медаль «50 лет нефтегазовому комплексу Томской области» (18.10.2016)[2]
- Орден «Томская Слава» (23.03.2017)